# Josef Bach (Komponist, 1921)
Josef Bach  (* 31. März 1921 in Schmiedeberg im Riesengebirge, Landkreis Hirschberg im Riesengebirge, Provinz Niederschlesien; † 21. Juli 2004 in Karlsruhe) war ein deutscher Geiger, Komponist und Arrangeur.

## Leben
Nach dem Besuch der Musikschule in Preßnitz von 1935 bis 1936 und der Militärmusikschule in Prag von 1937 bis 1938 studierte er am Konservatorium Dresden. 1941 wurde er zum Kriegsdienst eingezogen. Nach Entlassung aus der Kriegsgefangenschaft wurde er 1947 Geiger im Sinfonieorchester Bayreuth, 1949 im Fränkischen Landesorchester Nürnberg, 1957 im Kur- und Sinfonieorchester Baden-Baden und 1966 in der Badischen Staatskapelle Karlsruhe. Er leitete ein eigenes Schrammelquartett. Er komponierte populäre Unterhaltungsmusik für kleine und große Besetzungen. 1979 gewann er mit dem Marsch Viribus unitis („Mit vereinten Kräften“) einen Marsch-Kompositionswettbewerb des Westdeutschen Rundfunks (WDR). Dieses Stück fand breite Rezeption und wurde zuletzt am 13. Oktober 2021 beim Großen Zapfenstreich zum Ende des Afghanistan-Einsatzes der Bundeswehr in Berlin gespielt.